# Бура (народ)
Бура (самоназва «люди») — народ Західній Афиці, переважно на сході Нігерії.

## Територія проживання, чисельність
Люди бура проживають у горах Мандара на північному Сході Нігерії (1,6 млн чоловік) та на Півночі Камеруну (190 тис. чоловік). 

## Мова і релігія
Розмовляють мовою центральної підгрупи чадської групи афразійської сім’ї. 

## Суспільство і господарство
На бура значний вплив мають хауса та канурі, чиї мови також поширені у бура.
За релігією бура — мусульмани-суніти; також зберігаються традиційні вірування.
Зберігаються патрилінійні роди, великі родини, асоціації молоді (чоловічі та жіночі союзи). Поширені культи предків, місяця, крокодила.      
Основні традиційні заняття — терасне землеробство (просо, арахіс), скотарство, ковальство, гончарство тощо.